# دستفروش (اپیزود اول)
دستفروش (اپیزود اول) فیلمی به کارگردانی  و نویسندگی محسن مخملباف ساختهٔ سال ۱۳۶۵ است.

## بازیگران
- زهره سرمدی
- اسماعیل سلطانیان
- بهزاد بهزادپور
- مرتضی ضرابی
- جعفر دهقان
- فرید کشن فلاح
- محمدعلی مژدهی
- منصور فارسی
- محمود بصیری
- داوود رحمتی
- حسین گروه ای
- کامران توروز
- محرم زینال زاده
- علی شیرازی
- علی توکلی
- سمیه ابراهیمیان
- محمد طلایی
- مریم شیرازی
- کمال عباسی
- داوود قنبری
- ناصر فروغ
- محسن درخشانی
- محمدرضا باقری
- ابوالفضل کشاری
- حبیب اله رجبعلی
- اکبر جعفربگلو
- رسول احدی
- اعظم بهرامی
- حسین حجار
- بهرام خدابنده لو
- احمد خیاطباشی
- حبیب اله حداد
- حسین قندی
- جواد حضرت نیا
- میترا میرزایی